# Mohammad Javad Ebrahimi
Mohammasjavad Ebrahimizivlaei (in persiano محمدجواد ابراهیمی‎; Mazandaran, 1º novembre 1992) è un lottatore iraniano, specializzato nella lotta libera.

## Biografia
Ai campionati asiatici di Nuova Delhi 2020 ha vinto la medaglia d'oro nel torneo degli 92 chilogrammi, battendo in finale con il giapponese Takuma Otsu.

## Palmarès
- Campionati asiatici

Biškek 2018: oro nei 92 kg.
Nuova Delhi 2020: oro nei 92 kg.
- Mondiali universitari

Çorum 2016: oro negli 86 kg.
- Mondiali militari

Mungyeong 2015: argento negli 86 kg.
- Mondiali junior

Pattaya 2012: oro negli 84 kg.
- Campionati asiatici junior

Almaty 2012: oro negli 84 kg.